# Danau Sagea
Danau Sagea är en sjö i Indonesien.   Den ligger i provinsen Maluku Utara, i den nordöstra delen av landet, 2 500 km öster om huvudstaden Jakarta. Danau Sagea ligger 3 meter över havet. Arean är 1,5 kvadratkilometer. I omgivningarna runt Danau Sagea växer i huvudsak städsegrön lövskog. Den sträcker sig 1,5 kilometer i nord-sydlig riktning, och 1,6 kilometer i öst-västlig riktning.